# Regionaler Kooperationsrat

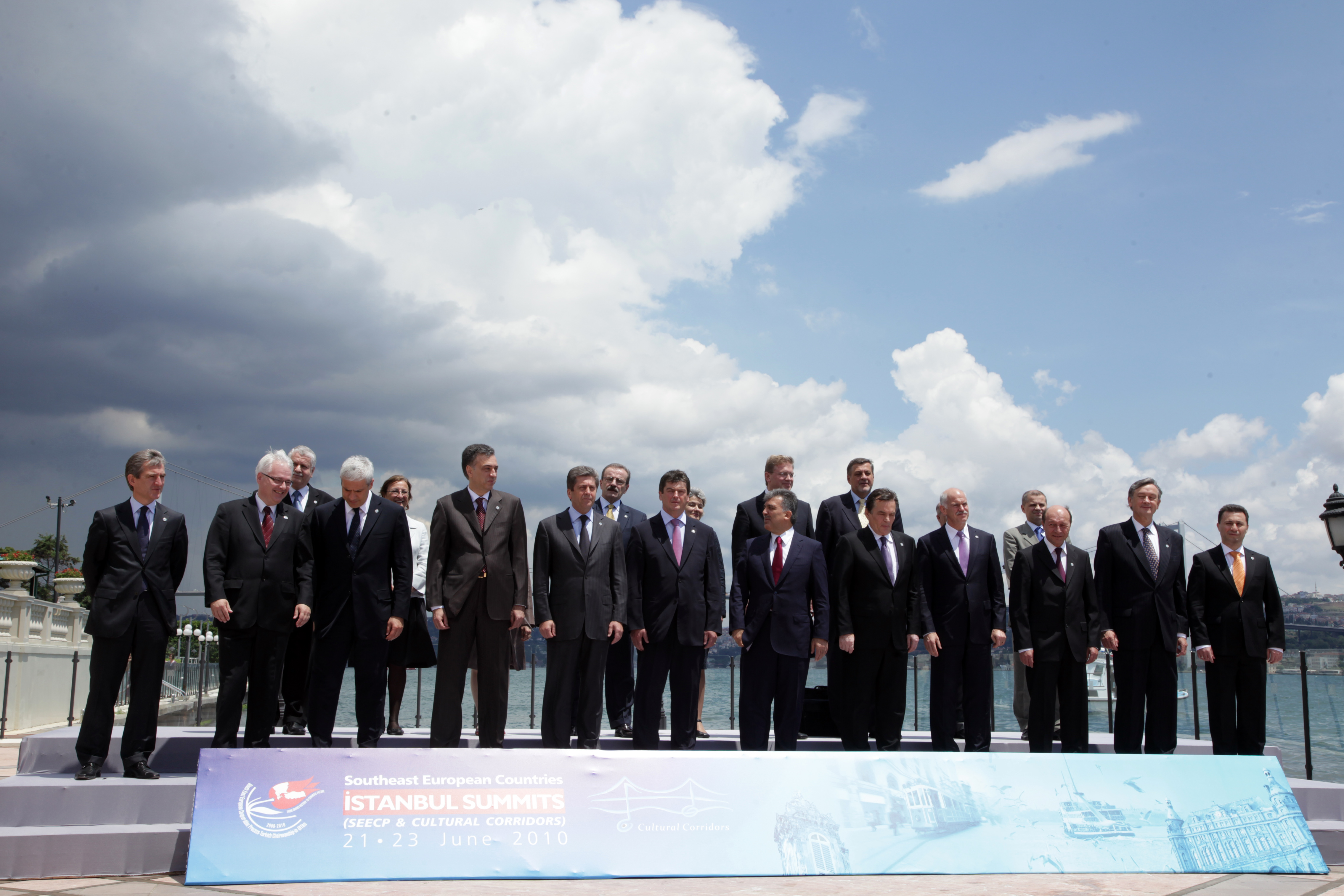
Die damaligen Staatsoberhäupter der zwölf Mitgliedsstaaten beim RCC-Gipfel 2010 in Istanbul

Der Südosteuropäische Kooperationsprozess (englisch South-East European Cooperation Process, SEECP) wurde 1996 auf Initiative Bulgariens als Regionalinitiative zur politischen Koordinierung der Zusammenarbeit in Südosteuropa gegründet. Organ des SEECP ist der Regionale Kooperationsrat (engl. Regional Cooperation Council, RCC), der am 27. Februar 2008 ins Leben gerufen wurde.
Zweck des Rates ist es, die Zusammenarbeit unter den Ländern zu fördern und als einheitliches Sprachrohr der Region zur Welt zu dienen. Ebenso dient die Zusammenarbeit zum Erhalt eines dauerhaften Friedens und der Stabilität auf dem Balkan. Die Zusammenarbeit soll proeuropäische Kräfte in der Region stärken und eine Annäherung der Staaten an die Europäische Union gewährleisten. Die Mitgliedschaft im RCC und im Mitteleuropäischen Freihandelsabkommen (CEFTA) werden, nebst einzelnen Stabilisierungs- und Assoziierungsabkommen, letztlich als Vorstufe zu einem möglichen EU-Beitritt gesehen. Insgesamt nehmen 46 Staaten, internationale Organisationen und Banken im Rat teil. Der Hauptsitz der RCC befindet sich in Sarajevo.

## Struktur und Ziele
Mit Umwandlung des Stabilitätspaktes für Südosteuropa zum Regionalen Kooperationsrat im Jahr 2008 bekam die internationale Organisation erstmals ein fixes Budget und Sekretariat mit Sitz in Sarajevo. Rund drei Millionen Euro stehen dem RCC jährlich zur Verfügung, 40 % davon finanzieren die südosteuropäischen Mitgliedsstaaten, 30 % die Europäische Kommission und 30 % von den anderen Mitgliedern.
Hauptprioritäten des RCC sind die Nachbarschaftsbeziehungen in der Region zu verbessern und dazu beizutragen, dass die Staaten Südosteuropas rascher alle EU-Beitrittskriterien erreichen. Insbesondere sollen die Anliegen Südosteuropas besser in der EU gehört werden.
Neben dem Hauptsitz hat der RCC auch ein Verbindungsbüro in Brüssel.

### Generalsekretäre
| Amtszeit  | Generalsekretäre |
| --------- | ---------------- |
| 2008-2012 | Hidajet Biščević |
| 2013-2018 | Goran Svilanović |
| 2019-2024 | Majlinda Bregu   |
| seit 2025 | Amer Kapetanovic |

## Mitglieder und Teilnehmende Staaten bzw. Organisationen
Mitglieder des SEECP sind 13 südosteuropäische Staaten: die sieben Mitglieder der CEFTA, fünf EU-Mitglieder sowie die Türkei:
| Staat                   | EU-Mitglied | EU-Beitrittskandidat | CEFTA-Mitglied |
| ----------------------- | ----------- | -------------------- | -------------- |
| Albanien                |             | seit 2014            | seit 2007      |
| Bosnien und Herzegowina |             | seit 2022            | seit 2007      |
| Bulgarien               | seit 2007   | 1999–2007            | 1999–2007      |
| Griechenland            | seit 1981   | 1976–1981            |                |
| Kosovo                  |             |                      | seit 2007      |
| Kroatien                | seit 2013   | 2004–2013            | 2002–2013      |
| Nordmazedonien          |             | seit 2005            | seit 2006      |
| Moldau                  |             | seit 2022            | seit 2007      |
| Montenegro              |             | seit 2010            | seit 2007      |
| Rumänien                | seit 2007   | 1999–2007            | 1997–2007      |
| Serbien                 |             | seit 2012            | seit 2007      |
| Slowenien               | seit 2004   | 1998–2004            | 1996–2004      |
| Türkei                  |             | seit 1999            |                |

Am RCC nehmen die 13 Mitglieder des SEECP, der SEECP selbst, sowie 32 weitere Länder bzw. Organisationen teil: Österreich, Kanada, der Europarat, die Entwicklungsbank des Europarates, Tschechien, Dänemark, die Europäische Bank für Wiederaufbau und Entwicklung, die Europäische Investitionsbank, die Europäische Union, Deutschland, Finnland, Ungarn, die Internationale Organisation für Migration, Irland, Italien, Lettland, die NATO, Norwegen, die Organisation für wirtschaftliche Zusammenarbeit und Entwicklung, die Organisation für Sicherheit und Zusammenarbeit in Europa, Polen, die Slowakei, Spanien, Schweden, die Schweiz, das Vereinigte Königreich, die Vereinten Nationen, die Wirtschaftskommission für Europa der Vereinten Nationen, das Entwicklungsprogramm der Vereinten Nationen, die Vereinigten Staaten und die Weltbank.